# 夏德俊
夏德俊（1981年—），男，辽宁沈阳人，中国影视演员。代表作有电视剧《毛泽东》、《国家审计》、《觉醒年代》等。